# Sabr
Sabr is een lied van de Nederlandse rapper Lijpe. Het werd in 2023 als single uitgebracht.

## Achtergrond
Sabr is geschreven door Abdel Achahbar en geproduceerd door MB. Het is een nummer uit het genre nederhop. In het nummer rapt de artiest over zijn pad naar succes, de tegenslagen die hij heeft gehad en het geduld dat hij heeft gehad voordat het beter werd. 

## Hitnoteringen
De rapper had succes met het lied in de Nederlandse hitlijsten. In de Single Top 100 piekte het op de 23e plek en was het twee weken te vinden. Er was geen notering in de Top 40; de single bleef steken op de dertiende plaats van de Tipparade.